# アレーナ・ディ・ヴェローナ

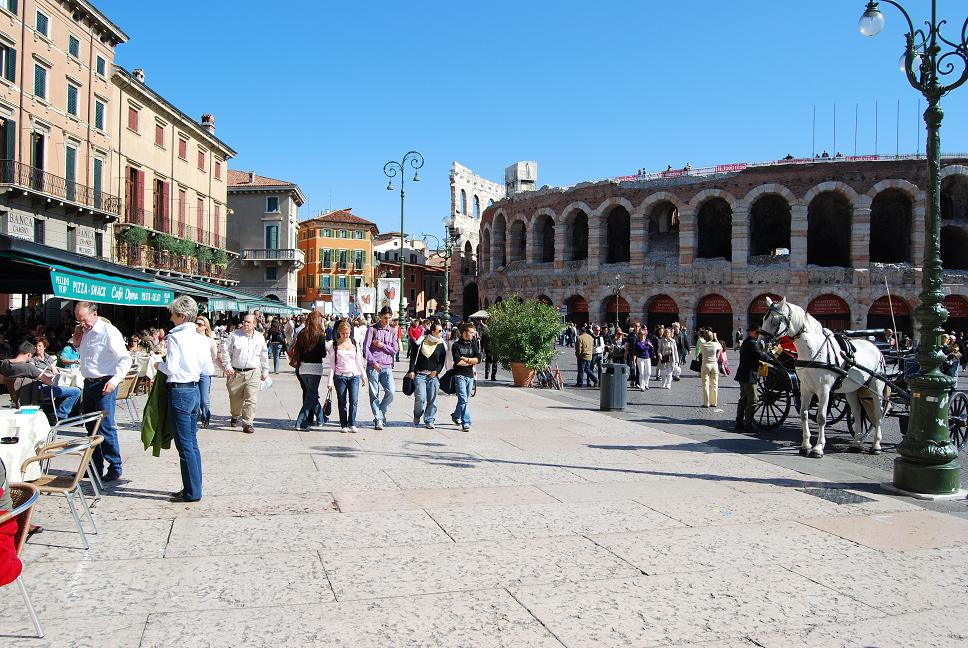
ブラ広場とアレーナ・ディ・ヴェローナ

アレーナ・ディ・ヴェローナ（Arena di Verona）は、イタリアのヴェローナにある古代ローマ時代の円形闘技場。現在は夏期の屋外オペラ公演によって有名である。

## 建築
"Arena"とはラテン語で「砂」を意味し、これは闘技あるいは演劇などの催される平土間部分に敷き詰められた砂に由来している。
長径139メートル、短径110メートルの楕円形のこの闘技場はローマ帝国初代皇帝アウグストゥス（在位 前27年 - 14年）の統治末期か、あるいは遅くとも30年頃完成したと考えられているが正確な日時は特定されていない。もともとはローマ時代の都市を防御していた壁の外側に位置していたが、市域の拡張に伴い、現在ではヴェローナ市街地のほぼ中心に位置している。観客席は44段の大理石製で、収容人数は約25,000人であったとされている。
外観は2階建てのアーチ（あるいはアルコーブ）である。創建当初はこのさらに外周に大理石造り、3階構造のアーチをもつ外壁が存在したが、1117年の地震で大部分が倒壊、僅かにその遺構を北西部に留めるのみである。

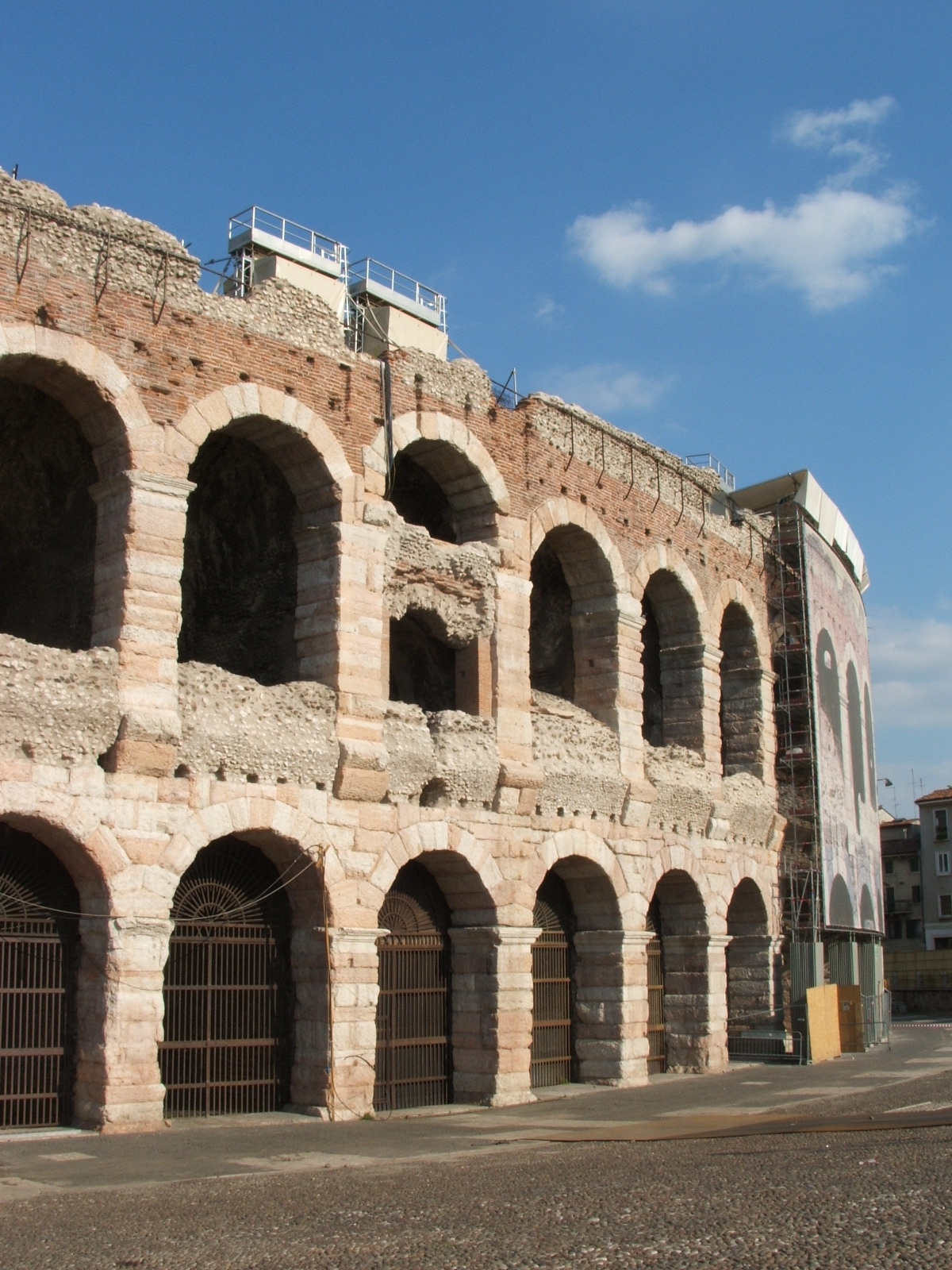
アレーナ・ディ・ヴェローナ外壁

## その利用

### 古代ローマ時代
はじめは闘技士による（人間対人間の）闘技が主流であったと考えられているが、2世紀頃からはヴェナティオ(venatio、狩り)と呼ばれる人間対猛獣の競技が多く催されたとされる。なお、キリスト教徒に対する拷問・処刑も3世紀頃、ローマ帝国の闘技場で一般的には行われていたが、ここヴェローナに関する限りアレーナがそれに用いられたとする確固とした証拠はない。
ガッリエヌス帝の時代（単独在位 260年 - 268年）頃からこうした都市闘技場の利用は廃れる傾向にあり、西ローマ帝国の初代皇帝ホノリウス（在位 393年 - 423年）の時代には残忍な闘技等への禁令が発布されることとなった。

### 中世
中世においてこのアレーナは何ら定期的な催事をもたなかったと考えられている。1278年、200人の異教徒をアレーナで火刑に処したとの記録があり、またアルコーブは各種商人、娼婦などによって占拠・利用されていたらしい。

### 近世以降
1580年の一記録では、アレーナは貴族による騎馬試合(tournament)の会場として利用されていた、という。18世紀以降、アレーナは風刺劇、馬術・綱渡り等の曲芸、バレエ、熱気球のデモンストレーションなど様々の芸人一座の興行に利用されることになる。
1822年に当地で開催されたヴェローナ会議（ロシア、オーストリア、プロイセン、フランス、イギリスの各国が参加）に伴い、ロッシーニはオラトリオ『ラ・サンタ・アッレアンツァ』La Santa Alleanzaをこのアレーナで演奏している。
1984年にはジロ・デ・イタリアのゴール地点にアレーナが採用された。このアレーナにゴールする個人タイムトライアルの最終ステージでは、フランチェスコ・モゼールがローラン・フィニョンから大逆転優勝を奪っている。2010年・2019年のジロ・デ・イタリアでもこのアレーナがゴール地点となり、2022年も当地にゴールする。

## 屋外オペラ・フェスティバル
1913年、折からのジュゼッペ・ヴェルディ生誕100年を記念して野外オペラ・フェスティバルの企画がなされた。仕掛人はオペラ興行師のオットーネ・ロヴァート、並びに名テノール歌手、ジョヴァンニ・ゼナテッロとそのパートナーでこれまた著名なメゾソプラノ歌手、マリア・ガイである。観客にジャコモ・プッチーニ、ピエトロ・マスカーニ、リッカルド・ザンドナーイ、ルイージ・イルリカらを迎え、アレーナはヴェルディ『アイーダ』によりオペラ劇場として再出発した。以降、戦争による1915年-1918年および1940年-1945年の休止期を除き、世界最大規模の（定期）屋外オペラ会場としてアレーナは利用されてきている。

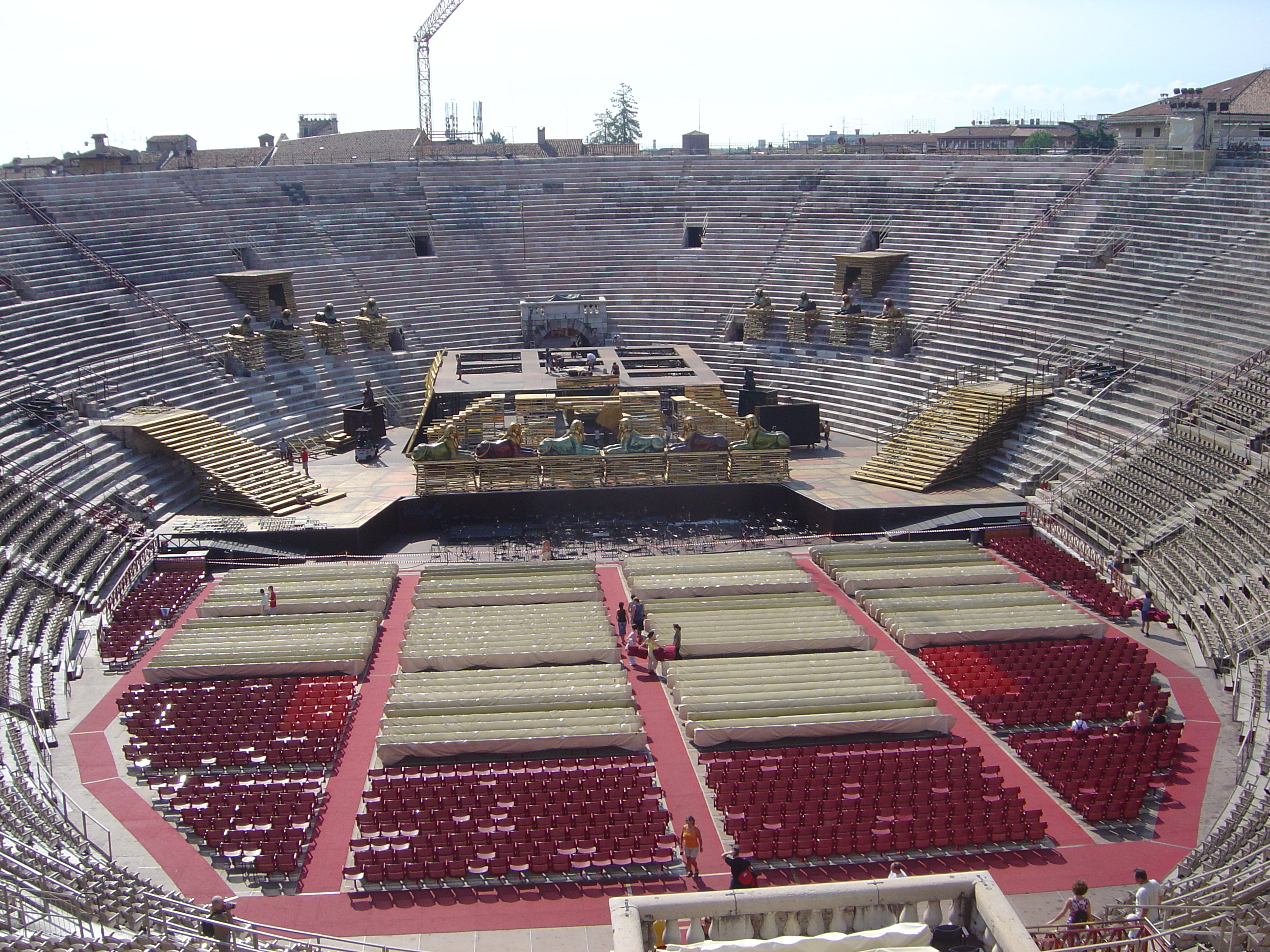
オペラ舞台・客席の設営作業

アレーナは音響的にも優れており、バックスタンド席でステージ上の息遣いが聞こえるほどである。その巨大な舞台と、古代ローマ時代の大理石遺構の醸し出す独特の雰囲気には、通常のオペラハウスとは違った魅力がある。出場する歌手・指揮者・演出家も当代最高レベルのもので、たとえば、マリア・カラスが1947年のイタリア・デビュー（『ラ・ジョコンダ』）をこのアレーナ・ディ・ヴェローナで飾ったことはよく知られているほか、ヴェルディ・プッチーニなどを得意とするスピント系のスター歌手で、ここで歌った経験のない人はほとんど考えられない。
スペクタクル的で観光客にも親しみ深い名オペラ、例えばヴェルディ『アイーダ』(2009年までに50シーズン、549公演）、『ナブッコ』（18シーズン、166公演）、ビゼー『カルメン』（21シーズン、203公演）、プッチーニ『トゥーランドット』（18シーズン、115公演）などが多く採り上げられている。『アイーダ』では舞台上にナイル河に見立てた水路を構築、歌手をボートに乗せて演技させる、あるいは「凱旋の場」で象を登場させる等、視覚的に楽しませる演出が多い。近年ではモーリス・ベジャールとその配下の20世紀バレエ団を招いてのバレエ公演などにも積極的である。
オペラ公演は気候の温和な6月下旬に始まり、8月一杯まで続くのが通例である。2009年シーズンの場合、6月19日から8月30日までの間に全50公演が予定されている。
通常公演では約16,000人までの観客を収容できる。なお、8月の観客席はかなりの暑さとなることがある。雨天など悪天候時には公演は中止されるが、第1幕終了後の以降のキャンセルに際してはチケットの返金はなされない。
2013年9月17日から19日には、ヴェローナ劇場100周年を記念して東京ドームで『アイーダ』を上演する予定だったが、予算の高騰とチケット売れ行きの低迷により中止となった。
2026年のミラノ・コルティナダンペッツォオリンピックでは閉会式の会場として、パラリンピックでは開会式の会場として、それぞれ使用されることが決まっている。

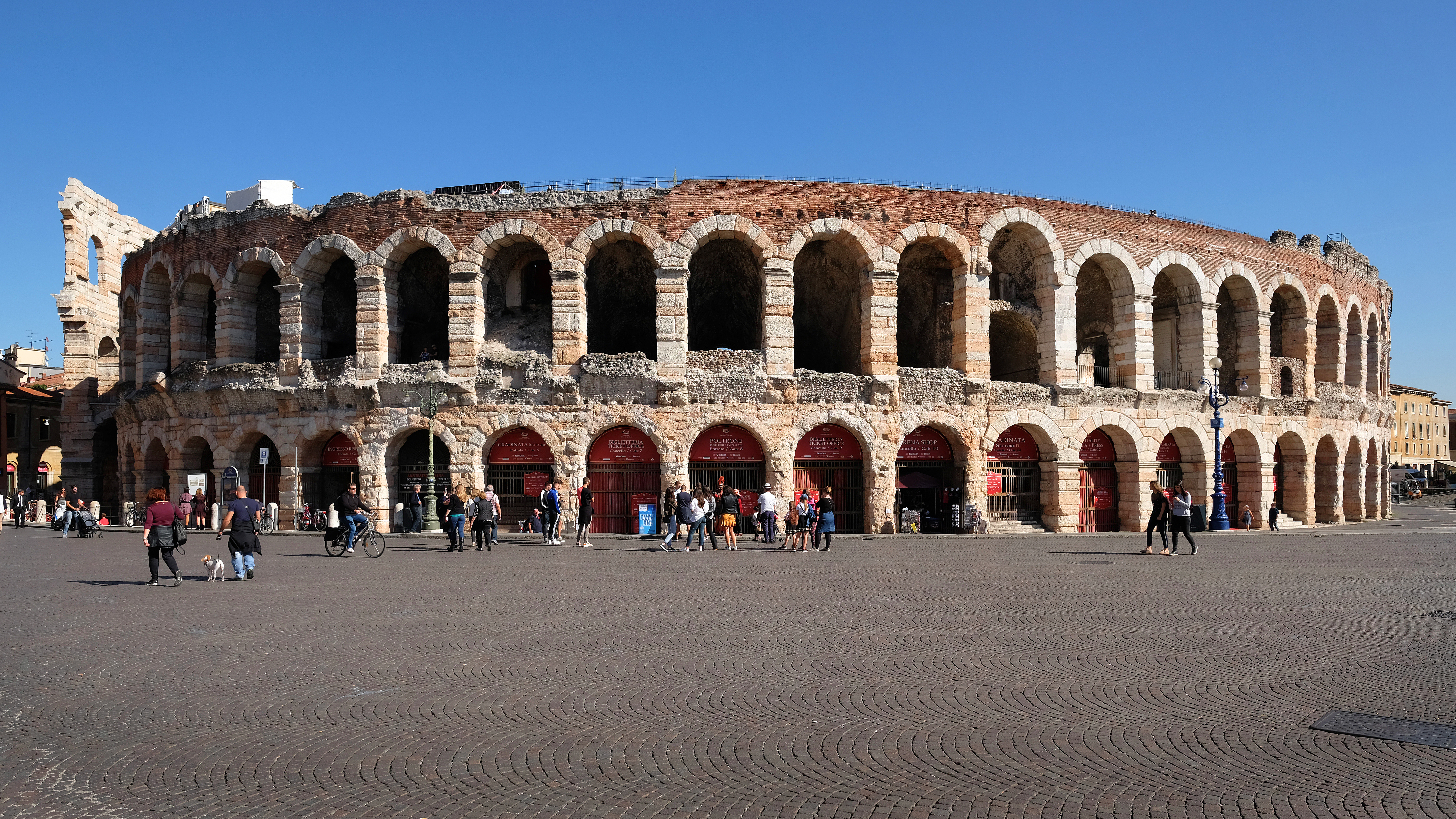
アレーナ・ディ・ヴェローナ。